# The Great Muppet Caper
The Great Muppet Caper is een Brits-Amerikaanse bioscoopfilm uit 1981 met de Muppets in de hoofdrol. Het was de tweede Muppetfilm, na The Muppet Movie (1979). De film kwam uit kort na het einde van de televisieserie The Muppet Show en werd geproduceerd door Lew Grade, eveneens de producent van de serie. De regie was in handen van Jim Henson, de geestelijk vader van de Muppets.

## Rolverdeling
Naast de Muppets (gespeeld door onder meer Jim Henson en Frank Oz) speelden onder anderen mee:
| Acteur         | Personage           |
| -------------- | ------------------- |
| Diana Rigg     | Lady Holiday        |
| Charles Grodin | Lady Holidays broer |
| John Cleese    | Neville             |

## Verhaal
Kermit en Fozzie zijn verslaggevers die naar Londen worden gestuurd om Lady Holiday, een rijke modeontwerpster, te interviewen. Haar onbetaalbare diamanten ketting is gestolen. De secretaresse van Lady Holiday, Miss Piggy, wordt verliefd op Kermit en doet zich daarom voor als Lady Holiday. De juweeldieven slaan opnieuw toe en Miss Piggy krijgt de schuld. Het is aan Kermit en de Muppets om de echte schuldigen te vinden en de naam van Miss Piggy te zuiveren.